# Personnages et créatures de Metroid

La série de jeux vidéo Metroid, commencée en 1986 avec le jeu du même nom sur NES, suit les aventures de Samus Aran, la chasseuse de primes héroïne de la série, ainsi que d'autres personnages et civilisations. Cette page regroupe ces différents personnages et peuples ainsi qu'une brève description.

## Personnages récurrents

### Samus Aran
Samus Aran est l'héroïne de la série et apparaît dans tous les jeux de la série. Courageuse, c'est une chasseuse de primes née sur K-2L, et qui fut élevée par le peuple Chozo sur Zebes à la suite de l'attaque des pirates de l'espace sur sa planète d'origine. Avant de quitter les Chozo, Samus se voit offrir la Combinaison de Puissance, une armure multi-fonctions contenant le sang des Chozos. Au fil des jeux, Samus combat différentes créatures, en particulier les métroïdes et les pirates de l'espace.

### Ridley
Ridley est un pirate de l'espace haut gradé et l'ennemi juré de Samus qui apparaît dans Metroid (ainsi que son remake Metroid Zero Mission), Super Metroid, Metroid Prime, Metroid Prime 3: Corruption, Metroid: Fusion et Metroid: Other M. C'est une sorte de ptérodactyle anthropomorphe/dragon mauve cracheur de feu. Il est responsable de la résurrection de Mother Brain dans Super Metroid, et réapparaît sous différentes formes dans divers jeux: Mecha Ridley dans Metroid Zero Mission, Méta Ridley dans Metroid Prime, Oméga Ridley dans Metroid Prime 3: Corruption, et Ridley-X dans Metroid Fusion. Le personnage a été nommé en honneur de Ridley Scott, réalisateur d'Alien, un film qui a beaucoup inspiré les développeurs des jeux Metroid.
Son espèce n'est pas révélée, mais il viendrait du fin fond de l'espace. Selon le livre officiel du jeu Super Metroid, il s'agirait d'un parasite ayant connu une mutation. Toujours selon le livre de Super Metroid (que certains appellent le guide du jeu en question) il est dit que son espèce serait un dragoturnos RV7 (Néanmoins, la raison d'un tel nom n'a jamais été expliqué). Il est le bras droit de Mother Brain et donc le général des pirates de l'espace. On peut signaler qu'il est à l'origine de la destruction de la planète K2-L et de toute sa population. C'est la planète de naissance de Samus Aran dont elle a été la seule survivante, ce qui fait de Ridley le responsable de la mort des parents de Samus.
Vaincu à maintes reprises par Samus, à chaque fois laissé pour mort, il revient sans cesse plus puissant, sous forme Méta et Oméga. Le Ridley d'origine sera finalement tué par Samus dans Metroid Prime 3 : Corruption. Elle devra affronter un clone dans Other M (cloné pour un projet d'arme biologique) et sera achevé par une Reine Métroide. Finalement, Samus affrontera un autre et dernier clone, à savoir « Ridley-X », imité par les parasites X dans Metroid: Fusion, qui lui donnera la capacité de l'Attaque en Vrille.
Ridley apparaît dans Super Smash Bros. Ultimate pour la première fois en tant que personnage jouable.

### Adam Malkovich
Adam Malkovich a été le seul supérieur hiérarchique de Samus lors de son service au sein de la fédération, celle-ci lui voue un grand respect bien que n'étant plus sous son autorité. C'est un général exigeant envers ses subordonnés, implacable dans la critique, il est doté d'un esprit militaire mais n'est pas une machine obsédée par le devoir. Il se sacrifia pour sauver Samus et le reste de l'univers d'une nouvelle race de Metroid invincibles.
Les hommes sous ses ordres étaient Anthony Higgs, Lyle Smithsonian, Maurice Favreau, James Pierce (l'effaceur) et K.G. Misawa.
À la suite de son sacrifice dans Other M pour éliminer les métroides immunisés contre la glace, Adam «ressuscitera» en tant qu'ordinateur servant de guide pour Samus dans Metroid Fusion. Cependant, il ne se rappellera de son identité qu'à la dernière mission où Samus doit détruire la station B.S.L., en lui rappelant la dernière phrase qu'il lui a dite : «Des objections, jeune dame?»

### Mother Brain
Mother Brain (anglais pour Cerveau Mère) est le chef des pirates de l'espace. Bien qu'elle soit incapable de se battre, son intelligence supérieure l'aide à planifier chaque aspect des plans pirates. Quand Mother Brain fut vaincue par Samus sur Zebes dans Metroid, Ridley le ressuscita et Samus se retrouva face à face avec Mother Brain une seconde fois dans Super Metroid, où elle est le boss final. Cette fois ci, Mother Brain est logée dans un corps mobile qui lui permet de combattre Samus. De ce fait, Mother Brain battit Samus, mais au moment de l'achever, le Metroid qu'elle a rencontré et laissé la vie sauve est revenu pour rétablir Samus et immobiliser Mother Brain. Mais cette dernière arrive encore à bouger et alors que le Metroid a fini de rétablir la santé de Samus, il se fait tuer par le Rayon Hyper de Mother Brain. Cependant, sa mort donnera le même rayon à Samus qui l'utilisera pour tuer définitivement Mother Brain. Par la suite, dans Other M, son cerveau a été incorporé dans un androïde du nom de M.B. qui s'est fait passer pour Madeline Bergman, afin de pouvoir contrôler les métroïdes par la pensée. Pour la petite histoire, Mother Brain était également le surnom donné à l'ancien PDG de Nintendo Hiroshi Yamauchi.

### Kraid
Kraid est un monstre combattu à trois reprises par Samus, dans Metroid (ainsi que son remake Metroid: Zero Mission), dans Super Metroid et dans Metroid Dread. Kraid, combattant pour les pirates de l'espace, vit dans les cavernes de Brinstar, sous la surface de Zebes. C'est un immense reptile bipède ressemblant à un dinosaure qui possède deux paires de griffes, des piques sur son torse (qu'il peut envoyer sur ses ennemis) et une mâchoire puissante qui est néanmoins son point faible. Il apparaît aussi dans le stage Profondeurs de Brinstar dans Super Smash Bros. Melee et Super Smash Bros. Ultimate.

### Samus Sombre (ou Dark Samus)
Samus Sombre est le double de Samus Aran, et apparaît pour la première fois dans Metroid Prime 2: Echoes puis dans Metroid Prime 3: Corruption, bien qu'une cinématique de fin de Metroid Prime montre sa main sortant d'une flaque de Phazon. Samus Sombre possède les mêmes aptitudes que Samus, sauf que les siennes sont amplifiées par le Phazon. Samus Sombre est par exemple capable de flotter ou de se rendre invisible à l'œil nu. Samus Sombre absorbe le Phazon pour obtenir de l'énergie.
Si Samus Sombre apparaît dans Prime 2 : Echoes comme un boss agissant que pour lui-même, dans le dernier de la trilogie des Prime, il y apparaît, mais cette fois-ci comme étant le chef des Pirates de l'Espace. En effet, il a réussi à corrompre l'espèce avec le Phazon, s'assurant ainsi de leur obéissance absolue, et pris le contrôle de la planète Phaaze, source du Phazon. Par la suite, il élabora un plan pour vaincre la Fédération. Il s'agissait d'envoyer des Léviathans, des sortes de "graines" géante capable de transformer n'importe quel monde en une copie de Phaaze après avoir neutralisé les Unités Aurora (ordinateur organiques gérant le réseau de la Fédération) grâce à la capture de l'Unité Aurora 313. La Fédération répliqua en envoyant Ghor, Rhundas, Gandrayda et Samus, mais Samus Sombre parviendra à corrompre les trois premiers pour en faire ses agents. Mais après les avoir vaincu, Samus Aran remontera la piste jusqu'à la source du Phazon. Lors du combat final contre la chasseuse de primes, Samus Sombre fusionne avec l'Unité Aurora qui, comme Mother Brain avec Zebes, est connectée avec Phaaze. Une fois vaincue, Samus Sombre meurt d'une surcharge de Phazon due à la mort de l'Unité Aurora et par conséquent, disparaît sous les yeux de Samus, déclenchant une réaction en chaîne qui pulvérise totalement la planète Phaaze. Cependant, un vaisseau version sombre de celui de Samus Aran peut être aperçu dans une cinématique bonus du jeu, sous-entendant une possible survie de Samus Sombre.
Samus sombre est jouable dans Super Smash Bros. Ultimate en tant que combattante Echo de Samus.

### Goréa
Goréa est une créature responsable de la disparition des Alimbics, elle a la possibilité de passer d'un état gazeux (état d'origine) à un état solide (état copié des Alimbics), lui donnant la possibilité d'avoir la forme qu'il désire. Les Alimbics se sacrifièrent finalement pour l'emprisonner. Ils laissèrent dans leur disparition un message télépathique mentionnant une puissance suprême dans l'espoir qu'un guerrier aguerri, attiré par ce message, puisse découvrir et terrasser Goréa.
Lorsque Samus arrive au centre de l'Oubliette, elle voit que les autres chasseurs de primes sont en train de détruire sa prison et Goréa en profite pour absorber leurs rayons et les laisser dans le coma. Lors du combat, Samus effectue une manipulation au niveau des machines se trouvant sur le mur de la prison de Goréa. De ce fait, des rayons en sortent une fois pour détruire le Sceau Sphérique et une seconde fois pour détruire le corps de Goréa. Cependant, ce dernier n'est pas encore détruit et révèle sa véritable forme qui n'a qu'un seul point faible : le Canon Alimbic. Grâce à cette arme, Samus parvient à tuer Goréa une bonne fois pour toutes et l'Oubliette.

### SA-X
SA-X apparait dans Metroid: Fusion. Il s'agit d'un clone de Samus, formé par les Parasites X qui avaient infecté la chasseuse de primes sur la planète SR-388.
Alors que Samus, dont le corps et la combinaison étaient infectés par la parasite, était inconsciente, une équipe scientifique enleva plusieurs éléments de sa combinaison pour tenter d'enrayer la propagation des X. Après la guérison de Samus, les fragments infectés furent scellés et envoyés sur une station scientifique en orbite autour de SR-388. Mais les X, utilisant leur capacité de reproduction de l'ADN de leurs hôtes, créèrent un clone de Samus qui sema la destruction dans la station, facilitant la propagation du parasite. De plus, le SA-X a copié toutes les capacités de Samus, mis à part le costume de Gravité, ce qui fait de lui un ennemi redoutable à éviter dans le jeu.
SA-X est l'abréviation de Samus Aran X ; ce surnom lui a été donné par l'ordinateur de Samus.
À noter que le SA-X n'attaque que le Metroid Omega à la fin du jeu, puisque le Metroid est la seule créature capable de tuer les X et, agissant intelligemment et voyant que Samus affronte le Metroid, il décide de fusionner avec elle pour retrouver le Rayon de Glace en rétablissant son code génétique ayant été modifié par le sérum Metroid pour détruire les X dans son corps, ce qui explique pourquoi elle ne pouvait pas retrouver le Rayon de Glace : la glace est le point faible des Metroids et tel un métroïde, Samus risquait de mourir.

## Peuples et créatures

### Chozos
Le peuple Chozo est une ancienne civilisation mentionnée à plusieurs reprises dans de nombreux jeux Metroid, ce sont des créatures à l'apparence d'oiseaux humanoïdes. Ils ont choisi de s'effacer des affaires galactiques pour tenir un rôle observateur, et sont décrits comme étant des êtres spirituels à la technologie très avancée. Des vestiges de cette technologie ont été vus sur leurs colonies comme Zebes, SR-388 et sur Tallon IV, mais leur planète d'origine est inconnue. Les Chozos furent ceux qui éduquèrent Samus après l'attaque des pirates de l'espace sur K-2L, et sont les créateurs des Metroides, qu'ils créèrent pour contrer la prolifération des Virus X sur SR-388.
Il existe de nombreuses tribus au sein de ce peuple technologiquement évolué : certains, comme les Thoha, utilisent leur savoir pour le bien d'autrui; d'autres, comme les Mawkin, combattent équipés d'armures high-tech et d'armes redoutables. Depuis qu'elle est devenue une hybride mi-humaine mi-chozo, Samus a deux pères appartenant au peuple Chozo : Gray Voice, un Thoha; et Raven Beak, un Mawkin. 

### Métroïdes
Les Métroïdes sont des créatures créées par les Chozos dans le but de contrer la prolifération des Virus X sur SR-388. Ils sont comparables (à l'état de larve) à des méduses flottantes pourvues de petites griffes. Ils se nourrissent des autres créatures en pompant leur énergie vitale et sont particulièrement sensibles au froid.
Dans l'épisode 1, on les rencontre à l'état de larves. Les metroïdes évoluent en de nombreuses autres formes, « alpha », « gamma », « zeta », leur forme adulte « oméga », et le plus puissant d'entre eux : la « reine metroid ». Ces metroïdes évolués apparaissent dans Metroid II: Return of Samus sur leur planète SR-388 où ils pullulent, et reviennent dans Metroid: Fusion, Metroid Prime et Metroid: Other M. D'ailleurs, il semblerait que dans Other M des métroïdes soient invulnérables à la glace dans le Secteur 0 à la suite de modifications génétiques.
Les métroïdes sont une source d'énergie quasi-inépuisable ce qui les rend particulièrement attractifs aux yeux des Pirate de l'Espace.
Des métroïdes ont aussi été trouvés sur Tallon IV, une autre planète où les Chozos vécurent. Un de ces métroïdes de Tallon IV est le Metroid Prime, le boss final de Metroid Prime qui a été soumis à de fortes doses de phazon à la suite de l’atterrissage d'un Léviathan qui venait de Phaaze. 
À noter que les Métroïdes apparaissent dans le jeu Kirby's Dream Land 3, jeu de la Super Nintendo qui n'est jamais sorti en Europe. Apparaissant dans le niveau 5-2, ils ont les mêmes forces et les mêmes faiblesses (glace) que dans la série Metroid. Samus Aran apparaît également.
Ils apparaissent aussi dans les jeux de la licence Kid Icarus sous le nom de Komayto qui vient de Kometo, diminutif de Kometoroido, qui signifie enfant Metroid en Japonais. Cela est dû au fait que le producteur Gunpei Yokoi et le réalisateur Satoru Okada ont créé à la fois Metroid et le premier Kid Icarus ensemble.

### Pirates de l'espace
Les pirates de l'espace sont parmi les principaux antagonistes de la série Metroid, et apparaissent dans de nombreux jeux de la série. Ils sont responsables de la mort de la famille de Samus Aran sur K-2L et comptent à leurs rangs Weavel, Kraid, Mother Brain, et Ridley. Ils essayèrent à plusieurs reprises d'exploiter l'agressivité des métroïdes et vinrent sur Tallon IV ainsi que sur Ether pour exploiter le potentiel biologique du phazon.

### Parasites X
Les parasites X, trouvés sur SR-388 par les Chozos, sont des proies polymorphes des métroïdes. C'est pour contrer leur dangerosité que les Chozos créent les métroïdes. Les Parasites X sont extrêmement redoutables car ils ont la capacité de copier tout de leur victime : apparence physique, souvenirs, intelligence, bref tout. Ces parasites se sont beaucoup reproduits à la suite de l'extinction des métroïdes de SR388 à la fin de Metroid II: Return of Samus, et infectèrent Samus pendant son voyage sur la planète dans Metroid: Fusion. Une cellule souche d'un métroïde lui sauva la vie. Dans le jeu, les boss ont tous chacun une capacité spéciale propre à Samus à cause de SA-X qui leur a copié chaque pouvoir dans chaque boss (ex : Arachnus-X : Boule Morphing; Ridley-X : Attaque en vrille; Yakuza-X : Saut Spatial; Zazabi-X : Méga Saut et Saut en Boule Morphing; Serris-X : Accélérateur, etc.)

### Luminoth
"Par la vigilance et la force, nous créons la paix"
Le peuple Luminoth est le dernier peuple le plus avancé en technologie encore en vie, étant donné la probable disparition des Chozos et des Alimbics. Les individus de cette espèce ressemblent à de grosse « mites » aux yeux exorbités et sont très intelligents, contrôlant des dispositifs comme la téléportation via la lumière (à laquelle ils vouent un culte) ou encore la télépathie. Ils peuplent Ether — planète victime d'un météore chargé de Phazon causant un dysfonctionnement spatiotemporel dévoilant un Ether Sombre, infesté de créatures belliqueuses et sanguinaires : les « Ing ». Ils font leur apparition dans Metroid Prime 2: Echoes, mais leur existence est mentionnée dans des écrits de Metroid Prime 3: Corruption. U-Mos, le dernier Luminoth encore actif, aide Samus à purifier Ether, tout en la munissant d'améliorations pour le costume de puissance. En effet, les Luminoths et les Chozos jouissent d'une même technologie.

### Alimbic
Les Alimbics sont un peuple vivant dans la galaxie Tetra et ayant les technologies les plus avancées, mais malgré leur puissance, ils finissent par disparaître, et avant cela ils diffusent un message télépathique faisant l'objet de la puissance suprême. Samus et six autres chasseurs de primes partent donc à la recherche de cette puissance, et ils découvrent très vite que les Alimbics se sont sacrifiés pour enfermer Goréa, une créature sanguinaire et par-dessus tout quasiment indestructible.

### Léviathans
Les léviathans sont de gigantesques créatures provenant de la planète Phaaze, source de tout le Phazon, et pouvant se mouvoir dans le vide spatial; qui seront utilisées par Samus Sombre pour corrompre différentes planètes, comme Bryyo ou Elysia. Physiquement, ils ressemblent à d'immenses météorites pourvues de ce qui ressemble à des tentacules. Chaque léviathan contient une graine génératrice de phazon, gardée par une puissante entité corrompue.
Dans le jeu Metroid Prime 3 : Corruption, la véritable Samus Aran doit se rendre sur les planètes menacées pour détruire ces léviathans et la graine qu'ils contiennent, protégés par des écrans installés par les pirates de l'espace. Après avoir battu Mogenar sur Bryyo, Samus obtient l'aptitude d'utiliser des armes à base de phazon, comme des missiles chargés au phazon. Après chaque combat contre un boss gardant un léviathan, Samus surcharge la graine en phazon pour la détruire.